# Яшар Теймур огли Алієв
Яшар Теймур огли Алієв (азерб. Yaşar Teymur oğlu Əliyev; нар. 19 серпня 1955, Баку) — азербайджанський дипломат. Постійний представник Азербайджану при ООН (2002—2006, з 2014).

## Життєпис
Народився 19 серпня 1955 року в Баку. У 1977 році закінчив Бакинський державний університет, за спеціальністю «сходознавство». На початку 1990-х років також підвищував кваліфікацію у Дипломатичній академії МЗС Росії. Володіє азербайджанською, російською, англійською, турецькою та арабською мовами.
Працював в Інституті сходознавства (1980—1982); служив у військових та торгових представництвах СРСР в Іраку (1977—1979) та Кувейті (1985—1988). З 1989 року у штаті Міністерства закордонних справ Азербайджанської РСР, з 1990 — перший секретар його відділу інформації та політичного аналізу, з 1991 — заступник начальника відділу інформації та політичного аналізу МЗС Азербайджану.
У 1992 році очолив відділ міжнародних організацій МЗС Азербайджану, а пізніше того ж року розпочав свою дипломатичну кар'єру як радник з політичних відносин постійного представництва Азербайджану в ООН. Займаючи цю посаду аж до червня 2001 року, протягом усього цього періоду Алієв також був делегатом від своєї країни у першому комітеті та четвертому комітеті Генеральної Асамблеї ООН, у 2001 році був віце-головою комітету ООН з незаконної торгівлі стрілецькою зброєю та легкими озброєннями у всіх її аспектах, а також виконував у 1993 та 2001 роках обов'язки тимчасово повіреного у справах Азербайджану при ООН.
У 2002 році був призначений постійним представником Азербайджану в ООН і обіймав цю посаду аж до листопада 2006 року. Протягом цього терміну Алієв також обіймав посади віцеголови 59-ї сесії Генеральної асамблеї ООН (2004), віцеголови Соціально-економічної ради ООН (2004—2005), голови Четвертого комітету Генеральної асамблеї ООН (2005—2006). У період його роботи постпредом Азербайджан став членом Соціально-економічної ради ООН (з 2002), а також Комісії (з 2006) та Ради ООН з прав людини (з 2006).
Після відкриття в листопаді 2005 року посольства Азербайджану в Республіці Куба, Алієв став першим надзвичайним та повноважним послом Азербайджану на Кубі, перебуваючи на цій посаді до жовтня 2006 року. З 9 жовтня 2006 по 26 жовтня 2011 обіймав посаду надзвичайного та повноважного посла Азербайджану в США, додатково з 2 лютого 2007 до кінця своєї посольської каденції в США виконуючи обов'язки постійного спостерігача від Азербайджану в Організації американських держав, а з 22 червня 2007 року по 14 квітня 2009 року — ще й посада надзвичайного та повноважного посла Азербайджану в Мексиці. Працював в МЗС Азербайджану (2011—2014).
У травні 2014 року — призначений постійним представником Азербайджану в Організації Об'єднаних Націй.